# Heliconia platystachys
Heliconia platystachys là một loài thực vật có hoa trong họ Heliconiaceae. Loài này được Baker mô tả khoa học đầu tiên năm 1893.